# Promachus painteri
Promachus painteri là một loài ruồi trong họ Asilidae. Promachus painteri được Bromley miêu tả năm 1934. Loài này phân bố ở vùng Tân Bắc giới.